# Lymantriades varians
Lymantriades varians är en fjärilsart som beskrevs av Walker 1855. Lymantriades varians ingår i släktet Lymantriades och familjen tofsspinnare. Inga underarter finns listade i Catalogue of Life.